# 拉戈
拉戈（義大利語：Lago），是意大利科森扎省的一个市镇。总面积49平方公里，人口2792人，人口密度57.0人/平方公里（2009年）。ISTAT代码为078062。